# Noaptea judecății: Alegerile
Noaptea judecății: Alegerile (titlu original: The Purge: Election Year) este un film american din 2016 regizat de James DeMonaco. Este produs de Michael Bay. Rolurile principale au fost interpretate de actorii Raymond J. Barry, Frank Grillo și Elizabeth Mitchell. Este a treia parte a trilogiei Noaptea judecății - The Purge, după The Purge. Noaptea judecății (2013) și Anarhia (2014)

## Distribuție
- Frank Grillo - Leo Barnes[6]
- Elizabeth Mitchell - Senator Charlene "Charlie" Roan[7]
  - Christy Coco - Young Charlie Roan
- Mykelti Williamson[7] - Joe Dixon
- Joseph Julian Soria[7] - Marcos
- Betty Gabriel[7] - Laney Rucker
- Terry Serpico - Earl Danzinger
- Edwin Hodge - Dante Bishop
- Kyle Secor - Minister Edwidge Owens[7]
- Liza Colón-Zayas - Dawn[7]
- Ethan Phillips - Chief Couper
- Adam Cantor - Tall Eric Busmalis
- Christopher James Baker - Harmon James
- Brittany Mirabile - Kimmy
- Raymond J. Barry - Leader Caleb Warrens
- Raquel Devonshire - Nancy Carrigan